# Hanna Kubarawa
Hanna Kubarawa (belarussisch Анна Кубарева, eng: Anna Kubareva; * 6. Februar 2001) ist eine belarussische Tennisspielerin.

## Karriere
Kubarawa begann mit sechs Jahren das Tennisspielen. Sie spielt vorrangig auf der ITF Women’s World Tennis Tour, wo sie bislang sechs Titel im Einzel und fünf im Doppel gewann.
Ihr erstes Profiturnier spielte sie im November 2015 in Minsk. Ihren ersten Turniersieg feierte sie im März 2019 in Scharm asch-Schaich.

## Turniersiege

### Einzel
| Nr. | Datum             | Turnier             | Kategorie | Belag     | Finalgegnerin              | Ergebnis       |
| --- | ----------------- | ------------------- | --------- | --------- | -------------------------- | -------------- |
| 1.  | 17. März 2019     | Scharm asch-Schaich | ITF W15   | Hartplatz | Cristiana Ferrando         | 7:5, 6:4       |
| 2.  | 4. April 2021     | Monastir            | ITF W15   | Hartplatz | Angelica Raggi             | 6:1, 6:1       |
| 3.  | 16. Mai 2021      | Monastir            | ITF W15   | Hartplatz | Anastasia Kulikova         | 6:1, 6:3       |
| 4.  | 6. Juni 2021      | Kasan               | ITF W25   | Hartplatz | Valentini Grammatikopoulou | 6:1, 6:3       |
| 5.  | 14. August 2022   | Öskemen             | ITF W25   | Hartplatz | Tatjana Barkowa            | 6:4, 7:66      |
| 6.  | 12. November 2022 | Kiryat Motzkin      | ITF W25   | Hartplatz | Noma Noha Akugue           | 7:65, 5:7, 7:5 |

### Doppel
| Nr. | Datum              | Turnier            | Kategorie | Belag     | Partnerin                | Finalgegnerinnen                                | Ergebnis          |
| --- | ------------------ | ------------------ | --------- | --------- | ------------------------ | ----------------------------------------------- | ----------------- |
| 1.  | 19. September 2020 | Monastir           | ITF W15   | Hartplatz | Julija Hatouka           | Olivia Gram Darja Semeņistaja                   | 2:6, 7:5, [10:6]  |
| 2.  | 28. November 2020  | Kairo              | ITF W15   | Sand      | Elina Awanessjan         | Anastasia Nefedova Jazmin Ortenzi               | 6:3, 7:5          |
| 3.  | 8. Mai 2021        | Monastir           | ITF W15   | Hartplatz | Gösäl Ainitdinowa        | Sarah Beth Grey Dasha Ivanova                   | 7:5, 6:2          |
| 4.  | 12. Juli 2025      | Kuršumlijska Banja | ITF W15   | Sand      | Milana Schabrailowa      | Andjela Lazarević Anja Stanković                | 6:2, 6:75, [10:7] |
| 5.  | 15. August 2025    | Astana             | ITF W15   | Hartplatz | Jekaterina Chairutdinowa | Jekaterina Dmitritschenko Aruschan Saghandyqowa | 0:6, 7:65, [10:8] |